# Johnstown (ort i Irland, Leinster, Kildare)
Johnstown är en ort i republiken Irland.   Den ligger i grevskapet Kildare och provinsen Leinster, i den östra delen av landet, 27 km väster om huvudstaden Dublin. Johnstown ligger 90 meter över havet och antalet invånare är 1 004.
Terrängen runt Johnstown är huvudsakligen platt, men österut är den kuperad. Runt Johnstown är det ganska glesbefolkat, med 47 invånare per kvadratkilometer. Närmaste större samhälle är Tallaght, 17,3 km öster om Johnstown. Trakten runt Johnstown består i huvudsak av gräsmarker.